# Valentýnská odysea
Valentýnská odysea (v anglickém originále Love and Rocket) je třetí epizoda čtvrté série seriálu Futurama. Poprvé byla vysílána 10. února 2002 stanicí Fox. Tato epizoda je parodií na film 2001: Vesmírná odysea.

## Děj
Bender nesnáší vesmírnou loď Planet Express. Pořád se navzájem hádají, urážejí a vadí si. Obrátilo se to, když profesor Farnsworth získal zakázku od Romanticorpu. Díky obří zakázce mohl tak splnit všechna státem daná vylepšení a pozměnil software lodi na ženský hlas. V té chvíli se Bender do lodi zamiloval. Bender ale s nikým moc dlouho nevydrží, a tak ji začne podvádět. Loď Planet Express to ale zanedlouho zjistí, když uvidí Bendera v restauraci s jinými femboty.
Posádce je přidělen úkol dodat několik tun milostných srdcí na planetu Omicron Persei 8, kde vládne Lrrr. Omicroňané se urazí a rozčílí, protože srdíčka se drolí, nechutnají a jsou špatně hláskovaná. Při útěku z Omicron Persei 8 se Bender rozhodne rozejít s lodí Planet Express. Omicroňané pošlou torpéda na loď Planet Express. Po výbuchu je loď spálená, promáčknutá, ale jinak neutrpěla vážnější škody.
Loď je po rozchodu citově na dně, a proto se ji Leela snaží utěšit. Neúspěšně, protože loď se rozhodla, že vletí do Kvasaru, který obsahuje deset miliard černých děr, a tím by byla navždy spojená s Bendrem. Navíc vypne přívod kyslíku a gravitaci. Posádce se to nelíbí a vymyslí plán, jak vypnout lodi umělou inteligenci. Bender musí odvrátit pozornost, a tak si hraje s lodi na kočku a myš. Leela mezi tím vypne HAL 9000, což způsobí, že loď je ještě o něco méně racionální. Při hledání cukroví si Fry všimne, že Leela má přívod kyslíku na velice nízké hladině. Fry se snaží Leelu varovat, ale ta jeho pokusy ignoruje, protože předpokládá, že se jí snaží číst cukroví, a tak Fry připojí její masku do své nádrže s kyslíkem, aby zůstala naživu.
S touto oběti je Leela schopna vypnout lodi umělou inteligenci a vrátit vše do normálu. Fry se ale dostal do bezvědomí důsledkem nedostatku kyslíku. Leela si uvědomí, že Fry riskoval svůj život, a snaží se ho zachránit dýcháním z úst do úst a masáži srdce. Když Fry opět nabere vědomí, vykašle cukrové srdce s nápisem "vzala jsi mi dech" a oba si popřeji hezkého Valentýna. Místo uklízení srdíček se Leela rozhodne je vysypat do Kvasaru.
Epizoda pak končí, když Zoidberg vypráví, že když se srdíčka vlila do Kvasaru, tak se přeměnila v záření lásky, které se šířilo Vesmírem a zničilo mnoho planet, včetně dvou gangsterských a jedné planety kovbojů. Jen Země byla v té správné vzdálenosti, aby z ní byli romantické paprsky vidět a přitom ji nezničily.

## Kulturní odkazy
- Píseň, kterou zpívá Bender lodi Planet Express, se jmenuje Daisy Bell.
- Lrrr a Ndnd sledují seriál Přátelé, když posádka Planet Expressu doručí dodávku milostných srdíček.
- Končící sekvence s Kvasarem je odkaz na konec filmu 2010: Druhá vesmírná odysea, ve kterém Jupiter exploduje a všichni po celém světě se dívají na vznik nového slunce.